# Bundestagswahlkreis Fürstenfeldbruck
Der Bundestagswahlkreis Fürstenfeldbruck (Wahlkreis 214; bis zur Bundestagswahl 2021 Wahlkreis 215) ist seit 1949 ein Wahlkreis in Bayern. Er umfasst den Landkreis Dachau sowie den Landkreis Fürstenfeldbruck bis auf die Stadt Germering, die seit 2017 zum Bundestagswahlkreis Starnberg – Landsberg am Lech gehört. Seit 1949 wurde der Wahlkreis stets von den Direktkandidaten der CSU gewonnen.

## Wahlergebnisse

### Bundestagswahl 2025
Zur Bundestagswahl 2025 am 23. Februar wurden Direktkandidaten und Landeslisten zugelassen.
| Kandidaten                               | Kandidaten                   | Parteien/Listen     | Erststimmen | Erststimmen | Zweitstimmen | Zweitstimmen |
| Kandidaten                               | Kandidaten                   | Parteien/Listen     | Stimmen     | %           | Stimmen      | %            |
| ---------------------------------------- | ---------------------------- | ------------------- | ----------- | ----------- | ------------ | ------------ |
|                                          | Katrin Stafflergewählt im WK | CSU                 | 84.648      | 42,6        | 78.928       | 39,7         |
|                                          | Michael Schrodi              | SPD                 | 29.795      | 15,0        | 23.134       | 11,6         |
|                                          | Britta Jacob                 | GRÜNE               | 23.886      | 12,0        | 27.778       | 14,0         |
|                                          | Susanne Seehofer             | FDP                 | 8.748       | 4,4         | 10.015       | 5,0          |
|                                          | Jürgen Braun                 | AfD                 | 27.997      | 14,1        | 29.818       | 15,0         |
|                                          | Dagmar Wagner                | FREIE WÄHLER        | 8.829       | 4,4         | 6.926        | 3,5          |
|                                          | Alexander Bayas              | Die Linke           | 7.312       | 3,7         | 10.605       | 5,3          |
|                                          | –                            | dieBasis            | –           | –           | 654          | 0,3          |
|                                          | Susanne Baur                 | Tierschutzpartei    | 2.870       | 1,4         | 1.634        | 0,8          |
|                                          | –                            | Die PARTEI          | –           | –           | 785          | 0,4          |
|                                          | Wolf Heim                    | ÖDP                 | 1.971       | 1,0         | 924          | 0,5          |
|                                          | –                            | BP                  | –           | –           | 327          | 0,2          |
|                                          | Thomas Matern                | Volt                | 2.541       | 1,3         | 1.703        | 0,9          |
|                                          | –                            | Die Humanisten      | –           | –           | 151          | 0,1          |
|                                          | –                            | MLPD                | –           | –           | 25           | 0,0          |
|                                          | –                            | Bündnis Deutschland | –           | –           | 150          | 0,1          |
|                                          | –                            | BSW                 | –           | –           | 5.339        | 2,7          |
| Gesamt                                   | Gesamt                       | Gesamt              | 198.597     | 100         | 198.896      | 100          |
|                                          |                              |                     |             |             |              |              |
| Ungültige Stimmen                        | Ungültige Stimmen            | Ungültige Stimmen   | 822         | 0,4         | 523          | 0,3          |
| Wähler                                   | Wähler                       | Wähler              | 199.419     | 86,6        | 199.419      | 86,6         |
| Wahlberechtigte                          | Wahlberechtigte              | Wahlberechtigte     | 230.186     |             | 230.186      |              |
|                                          |                              |                     |             |             |              |              |
| Quellen: Die Bundeswahlleiterin, Stimmen |                              |                     |             |             |              |              |

Kursive Direktkandidaten kandidieren nicht für die Landesliste, kursive Parteien sind nicht Teil der Landesliste.

### Bundestagswahl 2021
Zur Bundestagswahl 2021 am 26. September wurden 11 Direktkandidaten und 26 Landeslisten zugelassen.
| Kandidaten                               | Kandidaten                      | Parteien/Listen      | Erststimmen | Erststimmen | Zweitstimmen | Zweitstimmen |
| Kandidaten                               | Kandidaten                      | Parteien/Listen      | Stimmen     | %           | Stimmen      | %            |
| ---------------------------------------- | ------------------------------- | -------------------- | ----------- | ----------- | ------------ | ------------ |
|                                          | Katrin Stafflergewählt im WK    | CSU                  | 72.721      | 38,0        | 63.944       | 33,3         |
|                                          | Michael Schrodi                 | SPD                  | 36.831      | 19,3        | 31.141       | 16,2         |
|                                          | Florian Jäger                   | AfD                  | 13.056      | 6,8         | 13.209       | 6,9          |
|                                          | Carsten Ulrich Rudolf Bode      | FDP                  | 16.029      | 8,4         | 23.046       | 12,0         |
|                                          | Beate Walter-Rosenheimer        | GRÜNE                | 25.363      | 13,3        | 30.537       | 15,9         |
|                                          | Ernestine Martin-Köppl          | DIE LINKE            | 3.216       | 1,7         | 4.192        | 2,2          |
|                                          | Susanne Droth                   | FREIE WÄHLER         | 13.085      | 6,8         | 12.325       | 6,4          |
|                                          | Stephanie Martina Sichelschmidt | ÖDP                  | 2.122       | 1,1         | 1.359        | 0,7          |
|                                          | -                               | Tierschutzpartei     | –           | –           | 2.388        | 1,2          |
|                                          | -                               | BP                   | –           | –           | 795          | 0,4          |
|                                          | Fabian Handfest                 | Die PARTEI           | 2.384       | 1,2         | 1.274        | 0,7          |
|                                          | -                               | PIRATEN              | –           | –           | 683          | 0,4          |
|                                          | –                               | NPD                  | –           | –           | 91           | 0,0          |
|                                          | –                               | V-Partei³            | –           | –           | 203          | 0,1          |
|                                          | –                               | Gesundheitsforschung | –           | –           | 230          | 0,1          |
|                                          | -                               | MLPD                 | –           | –           | 16           | 0,0          |
|                                          | –                               | DKP                  | –           | –           | 13           | 0,0          |
|                                          | Christian Kreiß                 | dieBasis             | 5.075       | 2,7         | 4.102        | 2,1          |
|                                          | –                               | Bündnis C            | –           | –           | 90           | 0,0          |
|                                          | –                               | III. Weg             | –           | –           | 72           | 0,0          |
|                                          | -                               | du.                  | –           | –           | 103          | 0,1          |
|                                          | -                               | LKR                  | –           | –           | 44           | 0,0          |
|                                          | -                               | Die Humanisten       | –           | –           | 178          | 0,1          |
|                                          | –                               | Team Todenhöfer      | –           | –           | 631          | 0,3          |
|                                          | -                               | UNABHÄNGIGE          | –           | –           | 323          | 0,2          |
|                                          | Daniel Burandt                  | Volt                 | 1.408       | 0,7         | 863          | 0,4          |
| Gesamt                                   | Gesamt                          | Gesamt               | 191.290     | 100         | 191.852      | 100          |
|                                          |                                 |                      |             |             |              |              |
| Ungültige Stimmen                        | Ungültige Stimmen               | Ungültige Stimmen    | 1.489       | 0,8         | 927          | 0,5          |
| Wähler                                   | Wähler                          | Wähler               | 192.779     | 83,1        | 192.779      | 83,1         |
| Wahlberechtigte                          | Wahlberechtigte                 | Wahlberechtigte      | 231.905     |             | 231.905      |              |
|                                          |                                 |                      |             |             |              |              |
| Quellen: Die Bundeswahlleiterin, Stimmen |                                 |                      |             |             |              |              |

Kursive Direktkandidaten kandidieren nicht für die Landesliste, kursive Parteien sind nicht Teil der Landesliste.

### Bundestagswahl 2017
Zur Bundestagswahl 2017 am 24. September wurden 11 Direktkandidaten und 21 Landeslisten zugelassen.
| Direktkandidat           | Partei               | Erststimmen in % | Zweitstimmen in % |
| ------------------------ | -------------------- | ---------------- | ----------------- |
| Katrin Staffler          | CSU                  | 43,6             | 39,8              |
| Michael Schrodi          | SPD                  | 18,7             | 13,7              |
| Beate Walter-Rosenheimer | GRÜNE                | 09,1             | 11,0              |
| Andreas Schwarzer        | FDP                  | 07,2             | 11,6              |
| Florian Jäger            | AfD                  | 10,2             | 11,6              |
| Renate Schiefer          | LINKE                | 04,1             | 05,1              |
| Lilian Edenhofer         | FREIE WÄHLER         | 03,1             | 02,4              |
| –                        | PIRATEN              | 0–               | 00,3              |
| Jürgen Loos              | ÖDP                  | 01,6             | 00,9              |
| Sebastian Kellerer       | BP                   | 01,6             | 01,0              |
| –                        | NPD                  | 0–               | 00,2              |
| –                        | Tierschutzpartei     | 0–               | 00,9              |
| –                        | MLPD                 | 0–               | 00,0              |
| –                        | Büso                 | 0–               | 00,0              |
| –                        | BGE                  | 0–               | 00,1              |
| –                        | DiB                  | 0–               | 00,2              |
| –                        | DKP                  | 0–               | 00,0              |
| –                        | DM                   | 0–               | 00,2              |
| –                        | Die PARTEI           | 0–               | 00,7              |
| –                        | Gesundheitsforschung | 0–               | 00,1              |
| –                        | V-Partei³            | 0–               | 00,2              |
| Hansjörg Tschan          | Einzelbewerber       | 00,3             | 0–                |
| Christian Kreiß          | Einzelbewerber       | 00,4             | 0–                |

### Bundestagswahl 2013
| Direktkandidat           | Partei       | Erststimmen in % | Zweitstimmen in % |
| ------------------------ | ------------ | ---------------- | ----------------- |
| Gerda Hasselfeldt        | CSU          | 55,6             | 50,4              |
| Michael Schrodi          | SPD          | 20,1             | 18,5              |
| Andreas Schwarzer        | FDP          | 02,2             | 05,0              |
| Beate Walter-Rosenheimer | GRÜNE        | 07,8             | 08,9              |
| Irina Graf               | Die Linke    | 02,7             | 03,0              |
| Ralf Reinhardt           | PIRATEN      | 02,3             | 01,9              |
| Florian Jäger            | AfD          | 04,6             | 05,2              |
| Bernd Heilmeier          | Freie Wähler | 03,2             | 02,7              |
|                          | Sonstige     | 0–               | 04,1              |

### Bundestagswahl 2009
| Direktkandidat           | Partei               | Erststimmen in % | Zweitstimmen in % | Bundestagswahl 2005 Zweitstimmen in % |
| ------------------------ | -------------------- | ---------------- | ----------------- | ------------------------------------- |
| Gerda Hasselfeldt        | CSU                  | 48,9             | 42,7              | 49,7                                  |
| Peter Falk               | SPD                  | 19,1             | 15,8              | 23,3                                  |
| Beate Walter-Rosenheimer | GRÜNE                | 10,8             | 12,5              | 10,1                                  |
| Daniela Seidl            | FDP                  | 11,2             | 16,1              | 10,9                                  |
| —                        | REP                  | —                | 00,5              | 00,6                                  |
| Fridolin Brandt          | LINKE                | 03,9             | 04,8              | 02,8                                  |
| Roland Wuttke            | NPD                  | 01,1             | 00,8              | 00,8                                  |
| —                        | PBC                  | 0—               | 00,1              | 00,1                                  |
| Konrad Wirtz             | BP                   | 01,7             | 01,1              | 00,5                                  |
| Adrian Heim              | ödp                  | 01,7             | 01,0              | 0—                                    |
| Hans Lampl               | RRP                  | 01,3             | 01,2              | 0—                                    |
| —                        | BüSo                 | 0—               | 00,0              | 00,1                                  |
| —                        | FAMILIE              | 0—               | 00,6              | 00,6                                  |
| —                        | MLPD                 | 0—               | 00,0              | 00,0                                  |
| —                        | Die Tierschutzpartei | 0—               | 00,7              | 0—                                    |
| —                        | PIRATEN              | 0—               | 01,9              | 0—                                    |
| —                        | CM                   | 0—               | 00,1              | 00,0                                  |
| Reimund Acker            | Einzelbewerber       | 00,4             | 0—                | 0—                                    |

## Wahlkreissieger seit 1949
| Wahl | Name              | Partei |
| ---- | ----------------- | ------ |
| 1949 | Richard Jaeger    | CSU    |
| 1953 | Richard Jaeger    | CSU    |
| 1957 | Richard Jaeger    | CSU    |
| 1961 | Richard Jaeger    | CSU    |
| 1965 | Richard Jaeger    | CSU    |
| 1969 | Richard Jaeger    | CSU    |
| 1972 | Richard Jaeger    | CSU    |
| 1976 | Richard Jaeger    | CSU    |
| 1980 | Eicke Götz        | CSU    |
| 1983 | Eicke Götz        | CSU    |
| 1987 | Eicke Götz        | CSU    |
| 1990 | Gerda Hasselfeldt | CSU    |
| 1994 | Gerda Hasselfeldt | CSU    |
| 1998 | Gerda Hasselfeldt | CSU    |
| 2002 | Gerda Hasselfeldt | CSU    |
| 2005 | Gerda Hasselfeldt | CSU    |
| 2009 | Gerda Hasselfeldt | CSU    |
| 2013 | Gerda Hasselfeldt | CSU    |
| 2017 | Katrin Staffler   | CSU    |
| 2021 | Katrin Staffler   | CSU    |

## Wahlkreisgeschichte
| Wahl      | Wahlkreisname        | Gebiet                                                                                             |
| --------- | -------------------- | -------------------------------------------------------------------------------------------------- |
| 1949      | 2 Fürstenfeldbruck   | Landkreis Fürstenfeldbruck, Landkreis Dachau, Stadt Landsberg am Lech, Landkreis Landsberg am Lech |
| 1953–1961 | 197 Fürstenfeldbruck | Landkreis Fürstenfeldbruck, Landkreis Dachau, Stadt Landsberg am Lech, Landkreis Landsberg am Lech |
| 1965–1972 | 201 Fürstenfeldbruck | Landkreis Fürstenfeldbruck, Landkreis Dachau, Stadt Landsberg am Lech, Landkreis Landsberg am Lech |
| 1976      | 202 Fürstenfeldbruck | Landkreis Fürstenfeldbruck, Landkreis Dachau, Landkreis Landsberg am Lech                          |
| 1980–1998 | 201 Fürstenfeldbruck | Landkreis Fürstenfeldbruck, Landkreis Dachau                                                       |
| 2002–2005 | 217 Fürstenfeldbruck | Landkreis Fürstenfeldbruck, Landkreis Dachau                                                       |
| 2009      | 216 Fürstenfeldbruck | Landkreis Fürstenfeldbruck, Landkreis Dachau                                                       |
| 2013      | 216 Fürstenfeldbruck | Landkreis Fürstenfeldbruck, Landkreis Dachau ohne die Gemeinde Petershausen                        |
| 2017–2021 | 215 Fürstenfeldbruck | Landkreis Fürstenfeldbruck ohne die Stadt Germering, Landkreis Dachau                              |
| 2025–     | 215 Fürstenfeldbruck | Landkreis Fürstenfeldbruck ohne die Stadt Germering, Landkreis Dachau                              |